# Dusona yezoensoides
Dusona yezoensoides là một loài tò vò trong họ Ichneumonidae.